# Оверленд, Синди
Синди Мари Джин-Оверленд (англ. Cindy Marie Jean-Overland; род. 19 февраля 1976 года, Канада) — канадская конькобежка, участница зимних Олимпийских игр 1998 и 2002 годов, 3-кратная чемпионка и 5-кратная призёр чемпионата Канады.

## Биография
Синди Оверленд родилась в Китченере в семье из троих детей. Её брат Кевин и сестра Аманда также стали классными конькобежцами. Она начала кататься на коньках в возрасте 3-х лет на замёрзшей грядке заднего двора своего отца Эрни Оверленда, а год спустя присоединилась к Кембриджскому клубу конькобежцев. В 1991 году Оверленд переехала в Калгари для того, чтобы тренироваться круглый год на Олимпийском стадионе.
В том же 1991 году дебютировала на юниорском чемпионате Канады. В декабре 1992 года она и её младший брат Кевин попали в серьезную автомобильную аварию. Кевин был за рулем спортивного хэтчбека Деррика Кэмпбелла, когда его сбил другой водитель. Хотя конькобежцы пострадали, они отделались относительно легко, учитывая, что машина была разбита. Тем не менее Синди получила травмы — как физические, так и психологические и у неё не было шансов попасть на Олимпийские игры 1994 года.
В 1993 году Синди впервые участвовала в многоборье на чемпионате мира среди юниоров, а уже в декабре на чемпионате Канады стала бронзовым призёром в сумме многоборья. В 1996 году дебютировала на Кубке мира и на чемпионате мира на отдельных дистанциях, где заняла 18-е место в забеге на 1500 м. Синди в те годы была лучшей канадской конькобежкой на средних дистанциях, но постоянные травмы и болезни не давали возможности выступать ей в высшем дивизионе в полную силу.
В 1997 году она впервые участвовала на чемпионате мира в классическом многоборье в Нагано и заняла там 20-е место. В начале февраля 1998 года успешно прошла олимпийскую квалификацию на дистанции 3000 м и участвовала впервые на зимних Олимпийских играх в Нагано, но всё пошло не по плану. На дистанции 1500 м она так и не вышла старт, а в забеге на 3000 м заняла только 19-е место. Ей просто не хватило сил из-за болезни гриппом, после чего слегла на девять дней.
В марте Синди приняла участие на чемпионате мира в классическом многоборье и финишировала на 14-м месте, а следом на чемпионате мира на отдельных дистанциях заняла 12-е место на дистанции 1500 м и 13-е на 3000 м. В декабре 1998 года выиграла во-второй раз чемпионат Канады в многоборье и стала 2-й на Чемпионате Северной Америки. В феврале 1999 года заняла 13-е место на чемпионате мира в классическом многоборье. В конце марта на чемпионате мира на отдельных дистанциях заняла 12-е место на дистанции 1500 м, 14-е на 3000 м и 8-е на 5000 м.
В 2000 году Оверленд выиграла чемпионат Северной Америки и чемпионат Канады в многоборье, а на чемпионате мира в классическом многоборье стала 9-й. В марте на чемпионате мира на отдельных дистанциях заняла 12-е место на дистанции 3000 м. В 2001 году она заболела мононуклеозом. Тем не менее, она смогла восстановиться вовремя, чтобы пройти квалификацию на свои вторые Олимпийские игры. В сезоне 2001/2002 на чемпионате Канады одержала победу на дистанции 1500 м. На Олимпийских играх 2002 года в Солт-Лейк-Сити ей вновь стало плохо и в забеге на 1500 м заняла только 25-е место.
После игр она решила взять отдых на один год, но после возвращения в 2004 году, когда Синди готовилась к чемпионату мира в Норвегии, ей пришли результаты медицинского обследования. Уровень стресса в её крови, уровень кортизола, зашкаливал и она вернулась домой. В 2006 году она официально заявила о завершении карьеры спортсменки.

## Личная жизнь
Синди Оверленд проживала 4 года в США, когда её тогдашний муж устроился на работу в Олимпийский комитет США в Колорадо. Она получила диплом колледжа по бизнесу и вернулась в Канаду, к себе домой в Онтарио, где в течение 15 лет в качестве консультанта приемной комиссии помогала частному образованию в колледже Андерсона. Синди была замужем за известным канадским конькобежцем Дерриком Кэмпбеллом, но вскоре развелись. Отец Синди Эрни Оверленд работал тренером по конькобежному спорту в Онтарио с 1982 года. Её брат Кевин Крокетт после завершения спортивной карьеры занялся тренерской деятельностью.

## Награды
- 2008 год — введена в Спортивный зал славы Кембриджа[6]